# Doustne preparaty odżywcze
Doustne preparaty odżywcze – preparaty będące formą wsparcia żywieniowego stosowanego doustnie (ang. oral nutrition support), występujące zazwyczaj w postaci płynnej. Zalicza się je do kategorii żywienia medycznego. Stanowią dietetyczne środki spożywcze specjalnego przeznaczenia medycznego (ang. Food for Special Medical Purpose). Ich przeznaczeniem jest odżywianie organizmu w chorobie. Nie są suplementami diety.
Preparaty te zawierają skoncentrowaną dawkę kalorii oraz składniki odżywcze zawarte w niewielkiej objętości. Ma to szczególne znaczenie w przypadku chorych ze zwiększonym zapotrzebowaniem na składniki odżywcze lub ze zmniejszonym apetytem, gdyż pozwala im na uzupełnienie odpowiedniej podaży energii i białka do organizmu.
Niektóre doustne preparaty odżywcze można stosować jako jedyne źródło pożywienia, inne jako uzupełnienie diety.
Przykłady preparatów: Nutridrink, Nutridrink Compact Protein, Forticare, Diasip, Cubitan.